# Đorđe Teodorović
Đorđe Teodorović (Šabac, 22. januar 1972) bivši je rukometaš, a danas aktivni rukometni trener.
Teodorović je ponikao i rukomet igrao u R.K. Metaloplastika Šabac. Pored Metaloplastike, nastupao je i za R.K. Sirmium iz Sremske Mitrovice, H.C. Vöslauer (Bad Vöslau - Austrija) i Bækkelagets SK (Oslo - Norveška).
Posle aktivne igračke karijere, Teodorović je svoju trenersku karijeru započeo u Bækkelagets SK (Oslo - Norveška).
Kao trener radio je u više klubova:
- (Oslo - Norveška),[1]
- (Valencia - Španija),
- (Nemačka),
- (Nittedal - Norveška) i
- (Norveška).

Đorđe Teodorović je u 6 sezona (od 2009/2010 do 2014/2015) bio trener seniorske ženske ekipe u rukometnom klubu Oppsal Håndball iz Osla. Ta ekipa je u sezoni 2011/2012 napravila istorijski uspeh plasiravši se u najviši rang takmičenja, norvešku elitnu ligu.
U sezoni 2013/2014 i 2014/2015 Oppsal Håndball se pod Teodorovićevim vođstvom plasirao u polufinale prestižnog norveškog kupa. U sezoni 2014/2015 Oppsal je prvenstvenu sezonu završio na četvrtom mestu, što je ujedno i najbolji plasman ove ekipe u klupskoj istoriji.
Od avgusta 2012 do septembra 2015. godine Đorđe Teodorović je obavljao i funkciju administrativnog direktora ovog renomiranog norveškog kluba.
Inače je Oppsal Håndball najveći rukometni klub u Oslu sa oko 40 aktivnih ekipa (selekcija) u uzrastu od 6 godina do seniorskih takmičenja. Klub je u Norveškoj i Evropi poznat i po svojoj muškoj-seniorskoj ekipi koja je 70-tih godina osvojila čak 6 titula državnog prvaka (1971, 1972, 1973, 1975, 1976 i 1979).
Od 1.septembra 2015. do 30.juna 2018. Teodorović je bio zaposlen kao administrativni direktor u Drammen Håndballklubb (Rukometnom Klubu Drammen). Pod Teodorovićevim vođstvom, ovaj renomirani norveški klub je izvučen iz najteže sportske i ekonomske krize u sezoni 2015/2016. Već u sezoni 2017/2018 Drammen Håndballklubb je osvojio prestižni kup Norveške (Kup Kralja), a u nacionalnom prvenstvu se okitio srebrnom medaljom.
Od 1.jula 2018. do 31.maja 2019. Đorđe Teodorović je obavljao funkciju šefa stručnog štaba u svom matičnom klubu, R.K. Metaloplastika Šabac. U toj sezoni, Metaloplastika je postala vicešampion države i kvalifikovala se u Evropski kup i SEHA-ligu.
Od 15.avgusta 2019. do 31.maja 2021. Teodorović je vrlo uspešno radio kao šef stručnog štaba RK Železničar 1949 iz Niša. Nišlije su u momentu kada je sezona 2019/2020 prekinuta zbog pandemije korone, zauzimale drugo mesto na tabeli, a u sezoni 2020/2021 zauzeli su 4.mesto u Srbiji i kvalifikovali se za takmičenje u Evropskom kupu.
Od 1.avgusta 2021. do 31.maja 2022. Teodorović je bio šef stručnog štaba RK Radnički iz Kragujevca. Te sezone su Kragujevčani ostvarili svoj najbolji rezultat u istoriji ovog kluba i osvojili bronzanu medalju u nacionalnom takmičenju. Na osnovu ovog rezultata, klub se kvalifikovao za takmičenje u Evropskom kupu.
Od 1.avgusta do 31.decembra 2022. Teodorović je bio šef stručnog štaba ŽRK Naisa iz Niša.
Od 1.januara 2023. do 31.decembra 2023. Teodorović je bio šef stručnog štaba RK Dubočica 54 iz Leskovca. U sezoni 2022/2023 Dubočica je takmičenje u najvišem rangu u Srbiji završila na odličnom 5.mestu, čime je tangiran najbolji rezultat kluba. Leskovčani su pet puta u svojoj dugoj istoriji uspeli da se popnu do 5. pozicije na državnom nivou.
Od 1.januara 2024. do 31.maja 2025. Teodorović je bio šef stručnog štaba RK Vranje 1957 iz Vranja. U sezoni 2023/2024 Vranje je takmičenje u najvišem rangu u Srbiji završilo na 10.mestu i kroz baraž-utakmice protiv RK Goč iz Vrnjačke Banje uspelo da sačuva mesto Superligaša. U sezoni 2024/2025 Vranjanci su sa Teodorovićem uspeli da postignu najbolji rezultat u svojoj dugoj rukometnoj istoriji, plasiravši se na 7.mesto Super lige.
Od 15.novembra 2019. Rukometni Savez Srbije je Teodorovića postavio na mesto selektora muške kadetske reprezentacije. To je bila selekcija igrača rođenih 2002. i mlađi.
Od 20.aprila 2021. Teodorović je imenovan za selektora muške juniorske reprezentacije Srbije. 
Na Evropskom Prvenstvu za juniore 2022. u Portugalu, sa selekcijom 2002. i mlađi, Teodorović se okitio bronzanom medaljom, što je ujedno i najveći uspeh srpskog rukometa u mlađim kategorijama.
Na Svetskom Prvenstvu za juniore 2023. u Grčkoj i Nemačkoj, reprezentacija Srbije je napravila još jedan odličan rezultat, plasirala se u polufinale i takmičenje završila na 4.mestu.
Đorđe Teodorovic je od strane Zajednice Trenera i Rukometnog Saveza Srbije proglašen za najuspešnijeg trenera godine u Srbiji za 2022.

## Spoljašnje veze
- Oppsal - Đorđe Teodorović